# Der Obersteiger
Personnages
- Martin, le contremaître (ténor-bouffon)
- Nelly, la dentellière (soubrette)
- La comtesse Fichtenau (soprano)
- Le prince Roderich (ténor)
- Zwack, le directeur de la mine (ténor)
- Elfriede, son épouse (alto)
- Strobl, l'aubergiste (baryton)
- Tschida, l'adjoint
- Dusel, le responsable de l'équipement

Airs
- Sei nicht bös'
- So sollt' man leben das ganze Jahr
- Der alte Bergmann träumt davon
- Bin schon da!
- Muster wie meine, so hübsche, so feine
- Ja, dort in den Bergen drin
- Der Bürokrat tut seine Pflicht

Der Obersteiger (en français, Le Contremaître) est une opérette de Carl Zeller sur un livret de Moritz West et Ludwig Held.

## Synopsis
Un village de montagne du sud de l'Allemagne dans la première moitié du XVIIIe siècle.
Premier acte
Entre Zwack, le directeur de la mine, et Julie Fahnenschwinger, il existe une affection intime de longue date. Mais Zwack découvre accidentellement aujourd'hui par Strobl, l'aubergiste, que Julie a donné naissance à une fille qu'elle a abandonnée en quittant le village. Entretemps, Zwack s'est marié, ce qui ne l'a pas arrêter d'avoir d'autres aventures. Il raffole de Nelly, une dentellière, qui est amoureuse de Martin, le contremaître. Sous sa direction, les mineurs sont actuellement en grève. Ils sont soutenus en secret par le prince Roderich qui veut connaître le travail dans la mine. Roderich et Martin s'entendent bien ; ce dernier lui avoue qu'il a découvert un nouveau gisement, mais ne le révèlera pas tant qu'il n'aura pas reçu 3 000 florins. C'est pourquoi le directeur l'a licencié.
Martin joue avec son ami Kegel et perd ce qu'il lui reste d'argent. La comtesse Fichtenau se rend incognito en touriste dans le village. Elle retrouve Nelly qu'elle a connue enfant avec sa mère Julie Fahnenschwinger. Mais Martin veut voir Nelly pour lui emprunter de l'argent, voit la comtesse et en tombe amoureux. Comme il n'ose pas lui parler, il demande à Roderich de le faire. Roderich qui ignore qu'en fait la comtesse est Julie, en tombe amoureux aussi. La comtesse, devant tant de sentiments, décide de s'en aller. Roderich et Zwack vont voir Nelly et Julie à la mine. Martin les introduit après que Roderich lui donne les 3 000 florins.
Deuxième acte
Elfriede, l'épouse de Zwack, a les honneurs d'une grande fête. Zwack, qui a des aspirations politiques, devrait faire un discours. Mais il n'a pas trouvé le temps pour l'apprendre par cœur. Mais il pense aussi à Julie Fahnenschwinger et à leur fille illégitime. Tschida et Dusel, deux cadres de la société, ont comploté contre le directeur et veulent le faire tomber à ce moment-là. Ils parlent à Martin pour qu'il vole le texte du directeur. Martin a déjà perdu ses 3 000 florins. Sur le conseil de Tschida et Dusel, il attaque au tribunal la femme du directeur pour avoir de l'argent. Elle trouve un arrangement. À la fête, la comtesse vient avec Nelly. Roderich a accepté l'invitation des deux femmes, car il soupçonne la comtesse d'être Julie Fahnenschwinger. Martin, qui apparaît avec son groupe, accuse la comtesse d'être une imposture et affirme qu'elle est Julie. Mais Zwack croit maintenant que Julie est la fille qu'elle a eue avec elle. Cela conduit à des complications ridicules.
Troisième acte
Zwack est tellement tourmenté qu'il se retire. Son épouse Elfriede a demandé le divorce. Zwack va voir Nelly qui l'éconduit tandis qu'Elfriede s'intéresse à Martin. Mais il ne parvient pas à prendre une décision avec la vieille dame.
De leur côté, le prince Roderich trouve le cœur de la comtesse et se fiance. Martin trouve un nouvel emploi et revient vers Nelly, son premier amour.

## Histoire
Alexander Girardi tient le rôle de Martin lors de sa création.

## Adaptation
- Der Obersteiger, film autrichien réalisé par Franz Antel sorti en 1952.